# برترین آهنگ‌ها (آلبوم شکیرا)
برترین آهنگ‌ها (به اسپانیایی: Grandes Éxitos) آلبومی از هنرمند اهل کلمبیا شکیرا است که در  ۲ نوامبر ۲۰۰۲ منتشر شد.